# 夏侯詳
夏侯 詳（かこう しょう、元嘉11年（434年）- 天監6年12月2日（508年1月19日））は、南朝宋から梁にかけての軍人・政治家。字は叔業。本貫は譙郡譙県。

## 経歴
16歳のときに父を失い、3年のあいだ墓のそばに廬を建てて住み、3足の雀が飛んで来てその廬の戸に集まったので、人々はみなこれを珍しがった。服喪が終わると、豫州刺史の殷琰に召されて主簿をつとめた。
泰始2年（466年）、殷琰が豫州で挙兵して叛くと、南朝宋の明帝は輔国将軍の劉勔を派遣して殷琰を討たせた。攻防は数カ月にわたり、殷琰は敗北必至となったため、北魏の救援を求めようとした。夏侯詳は「今回の挙兵はもともと忠節より出たものであり、奉ずべき社稷があるならば、朝廷に帰順すべきであって、北面の異域に身を屈してはいけません」と、殷琰を説得した。夏侯詳は城外に出て劉勔に会い、殷琰の投降を受け入れるよう求め、劉勉もこれを許可した。夏侯詳が城下に駆け寄って、城中の人に呼ばわると、その日のうちに殷琰は城を出て投降した。
劉勔が豫州刺史となると、夏侯詳はまたその下で主簿に任じられた。ほどなく新汲県令となり、治績を挙げた。段仏栄が豫州刺史として下向すると、夏侯詳は属城表となった。治中従事史に転じ、そのまま別駕となった。
南朝斉の蕭鸞が豫州刺史となると、夏侯詳は厚遇を受けた。蕭鸞が政権を握ると、夏侯詳も建康に召還されて大任を受ける予定となった。夏侯詳は同郷の裴叔業と語り合って、蕭鸞の政権の行く末が暗いと結論づけた。夏侯詳は「福の始まりならず、禍の先たらず」と言って、召しに逆らった。征虜長史・義陽郡太守として出向した。ほどなく建安戍が北魏の包囲を受けると、夏侯詳は建安戍主となり、辺城新蔡二郡太守を兼ね、光城郡・弋陽郡・汝陰郡の兵を率いて救援に向かった。夏侯詳の軍が建安戍に到着すると、北魏軍は撤退していった。また北魏は淮上に荊亭戍を置いて、侵攻の拠点としていたため、夏侯詳が精鋭の兵士を率いて攻撃すると、北魏軍は敗れて城を捨て逃走した。
建武末年、夏侯詳は游撃将軍として召還され、南中郎司馬・南新蔡郡太守として出向した。永元元年（499年）、南康王蕭宝融が荊州刺史となると、夏侯詳は西中郎司馬・新興郡太守に転じ、蕭宝融の赴任を先導した。始安王蕭遙光が建康で挙兵すると、荊州中兵参軍の劉山陽が潘紹とともに反乱を起こそうとした。夏侯詳は潘紹を偽って呼びだし、城門で潘紹を斬って、江陵の州府を安定させた。司州刺史に転じたが、赴任しなかった。
蕭衍が起兵すると、夏侯詳は蕭穎冑とともに蕭衍に味方した。和帝（蕭宝融）が即位すると、夏侯詳は中領軍となり、散騎常侍・南郡太守の位を加えられた。和帝の政権の方針の多くは、蕭穎冑が夏侯詳と相談して決定した。ほどなく蕭穎冑が死去すると、夏侯詳は襄陽に使者を送って蕭衍の弟の蕭憺を迎え、ともに和帝を補佐した。和帝は夏侯詳に禁軍の軍権を与え、殿省への出入りを許そうとしたが、夏侯詳は固辞して受けなかった。侍中・尚書右僕射に転じた。まもなく使持節・撫軍将軍・荊州刺史に任じられたが、またも固辞した。
天監元年（502年）、侍中・車騎将軍として召され、寧都県侯に封じられた。夏侯詳は重ねて辞退したが、侍中のままさらに右光禄大夫の位を受け、豊城県公に改封された。天監2年（503年）、致仕を願い出て、侍中の任を解かれ、特進に進んだ。天監3年（504年）、使持節・散騎常侍・車騎将軍・湘州刺史に転じた。天監6年（507年）、侍中・右光禄大夫として召還されることとなったが、建康に到着しないうちに、侍中のまま尚書左僕射・金紫光禄大夫に任じられた。道中で病没した。享年は74。開府儀同三司の位を追贈された。諡は景といった。

## 子女
- 夏侯亶
- 夏侯夔

## 伝記資料
- 『梁書』巻10 列伝第4
- 『南史』巻55 列伝第45